# Nesobasis bidens
Nesobasis bidens är en trollsländeart som beskrevs av Douglas E. Kimmins 1958. Nesobasis bidens ingår i släktet Nesobasis och familjen dammflicksländor. Inga underarter finns listade i Catalogue of Life.